# 背戸峨廊
背戸峨廊（せどがろう）は福島県いわき市小川町上小川字江田川向、夏井川支流の江田川下流にある渓谷。広義では夏井川渓谷に含まれるが、その中で一際見事な景観を擁することから郷土出身の詩人、草野心平が命名した。背戸とは隠れた場所、峨廊は美しい岩壁を意味する。夏井川渓谷県立自然公園に属する。
規模は決して大きくはないが、その中に幾つもの沢や淵、瀑布が連続する。トッカケの滝は遊歩道を歩いていると最初に巡り合わせる景勝で、トッカケとは最初という意味である。その他、釜ヶ淵、片鞍滝、黄金とろかし、黒鍋淵、竜の寝床など個性的な名称が付けられており、これらも全て草野心平が名付けたものであるといわれている。